# Tuymaada (stadion)
Tuymaada («Туймаада») – stadion sportowy w Jakucku, Rosja. Może pomieścić 12 500 kibiców. Swoje mecze rozgrywa tam miejscowy klub piłkarski Jakucja Jakuck.